# Cattedrale di San Vladimiro (Astrachan')
La cattedrale di San Vladimiro (in russo Собор Святого Владимира?) è una delle chiese più importanti della città di Astrachan', in Russia. Consacrata al principe Vladimir I di Kiev, funge da cattedrale dell'eparchia di Astrachan'. È un noto esempio di architettura neobizantina.

## Storia e descrizione
La decisione di costruire la cattedrale venne presa dalla Duma municipale di Astrachan' nel 1888. L'edificio avrebbe dovuto essere un omaggio in onore del novecentesimo anniversario della conversione al Cristianesimo della Rus' di Kiev. Proprio per questa ragione la cattedrale prese il nome dall'artefice dell'evangelizzazione del popolo russo nel 988.
Il luogo prescelto per la costruzione era una zona della città in cui vivevano circa 11.000 persone fede di ortodossa. Il vasto terreno in cui avrebbe dovuto sorgere l'edificio era sito alla frontiera tra la sloboda russa e quella tatara. Per questa ragione la commissione incaricata di supervisionare la costruzione attribuì implicitamente un compito missionario all'edificio.
Il concorso indetto per la realizzazione del progetto della cattedrale fu vinto dall'architetto, esperto di arte neobizantina, Vasilij Antonovič Kosjakov. Benché l'assegnazione dell'incarico giunse il 10 settembre 1890, i lavori di costruzione slittarono. In particolare, furono due problemi che causarono il rallentamento del progetto: la lentezza della raccolta dei fondi necessari nel 1891 e lo scoppio di un'epidemia di colera nel 1892.
L'effettivo avvio dei lavori si svolse il 5 marzo 1895, occasione per la quale fu organizzato un apposito moleben, alla presenza del vescovo Mitrofan Nevskij. La costruzione fu ultimata in circa sette anni e supervisionata dall'architetto locale P. I. Koržinskij. Il 1902, anno di conclusione dei lavori, era anche l'anno in cui ricorreva il trecentesimo anniversario dell'eparchia di Astrachan'.
A seguito della rivoluzione d'ottobre la cattedrale subì dei gravi danni. Nel marzo 1919 nelle sue vicinanze si verificarono violenti combattimenti a causa di una rivolta. Nel 1923 la struttura cadde nelle mani della cosiddetta "Chiesa vivente", un gruppo scismatico sostenuto dalle autorità sovietiche allo scopo di indebolire la Chiesa ortodossa russa. Poco dopo tornò nelle disponibilità della chiesa e nel 1924 divenne ufficialmente cattedrale, grazie alla decisione dell'arcivescovo di Astrachan' Faddej Uspenskij.
Nel 1939 l'edificio fu chiuso al culto e da quel momento funse da stazione per gli autocarri. Solo nel 1999 è tornato alla sua destinazione religiosa.